# Nanorana unculuanus
Nanorana unculuanus är en groddjursart som först beskrevs av Liu, Hu och Yang 1960.  Nanorana unculuanus ingår i släktet Nanorana och familjen Dicroglossidae. Inga underarter finns listade i Catalogue of Life.
Denna groda förekommer i södra Kina i provinsen Yunnan. Kanske når den även norra Laos och Vietnam. Arten vistas i bergstrakter mellan 1650 och 2200 meter över havet. Individerna lever i och intill vattendrag med klart vatten. Grodynglen behöver ett år för metamorfosen. Antagligen behöver ungar av Nanorana unculuanus tre år innan de kan fortplanta sig.
Flera exemplar fångas och äts av regionens befolkning. Arten lever mer undangömd än Nanorana maculosa vad som gör den mindre hotad. Små populationer hotas av skogsröjningar. Enligt uppskattningar minskade hela populationen med 30 procent under de gångna tio åren (räknad från 2019). IUCN kategoriserar arten globalt som sårbar.